# كلية هبة الله

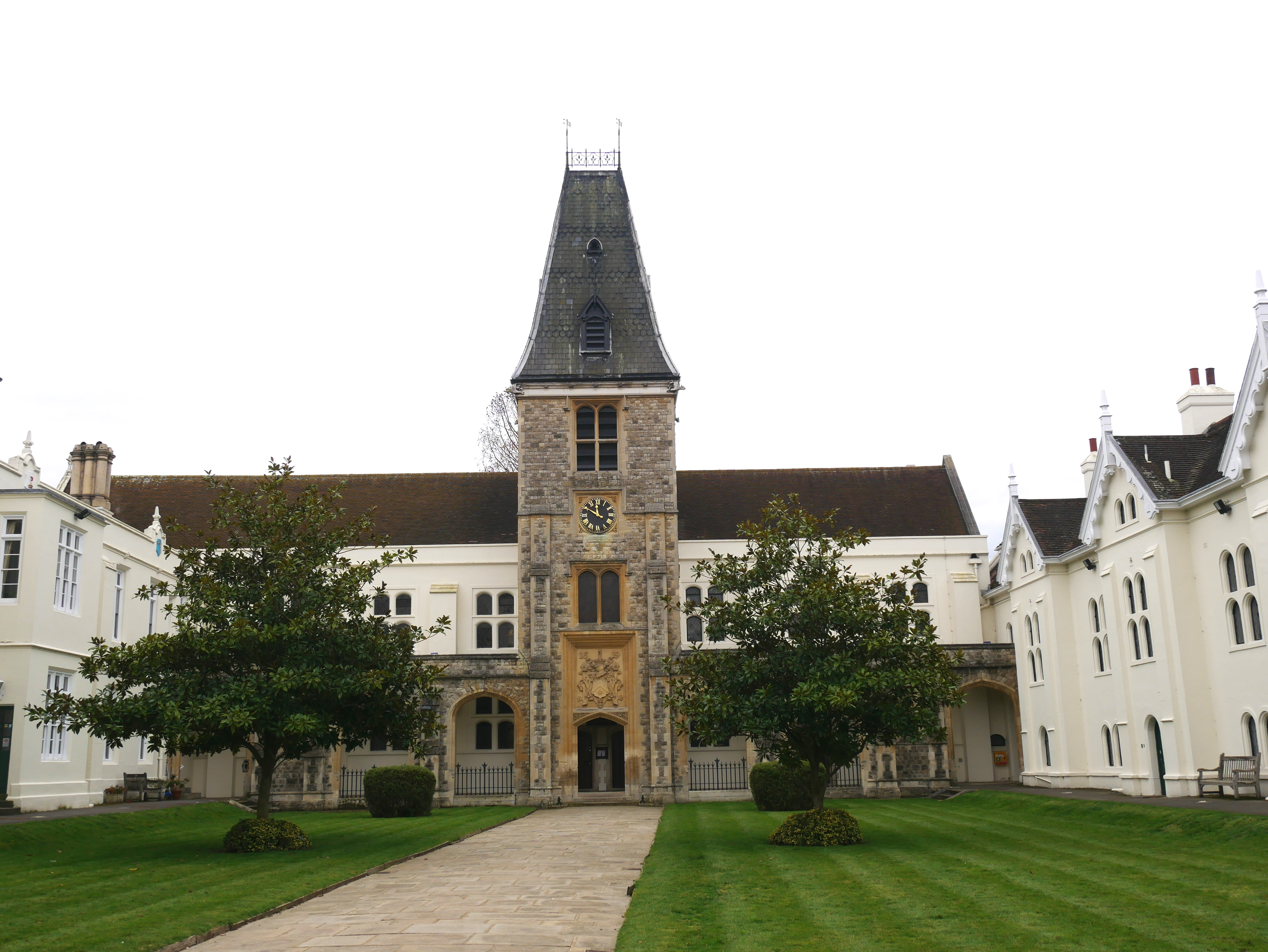
مجمع الكلية القديمة ، بما في ذلك كنيسة المسيح هبة الله.

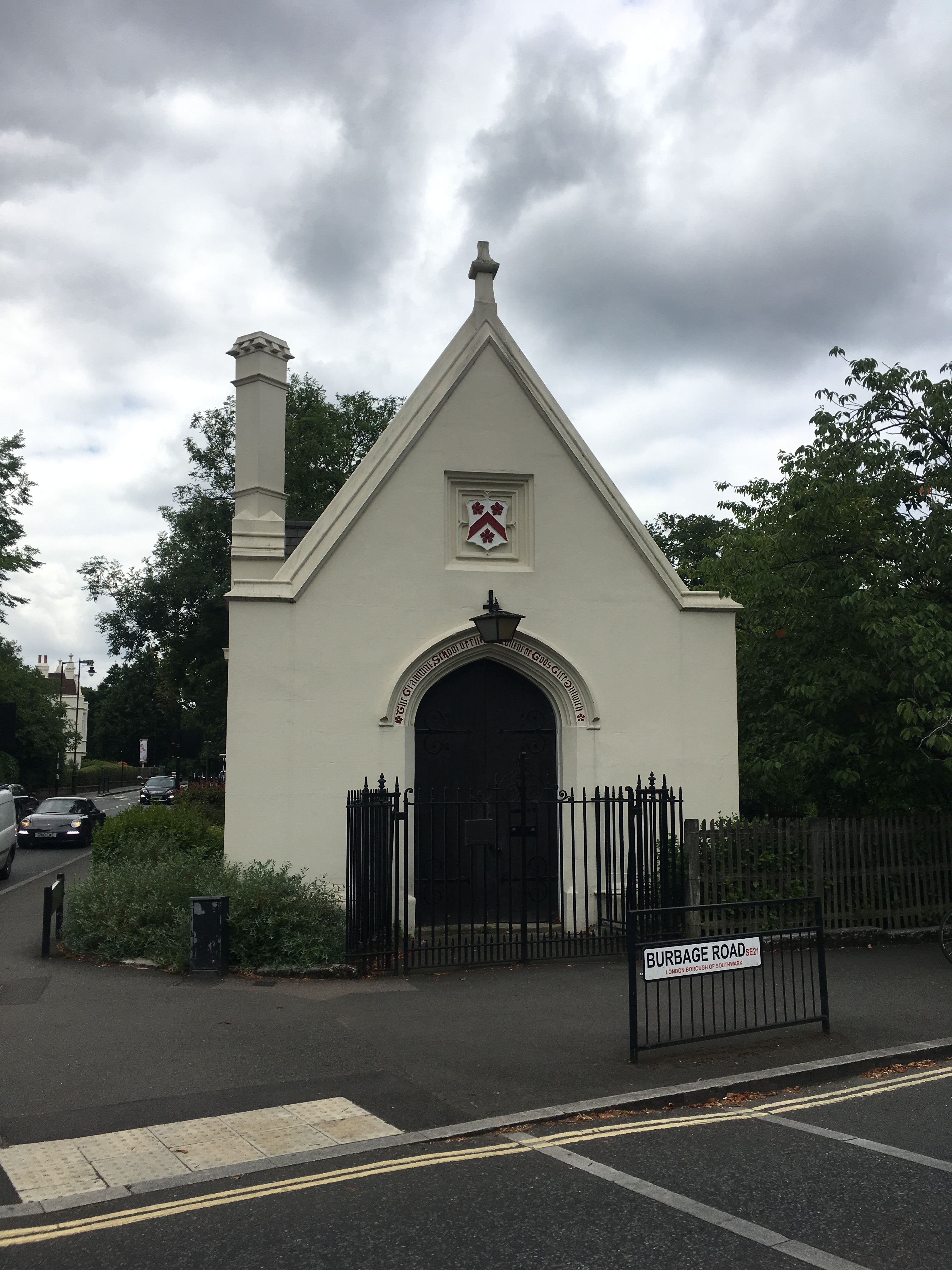
المدرسة النحوية القديمة؛ اللافتة الموجودة فوق الباب تقول "المدرسة النحوية التابعة لكلية هبة الله في دولويتش".

كلية هبة الله، والتي يشار إليها غالبًا باسم كلية (دولويتش) القديمة، كانت مؤسسة خيرية تاريخية تأسست عام 1619 على يد الممثل ورجل الأعمال الإليزابيثي إدوارد ألين الذي منح قصر دولويتش القديم في جنوب لندن لاتخاذه مقراً للكلية. في عام 1857 تم تغيير اسمها إلى كلية ألين هدية الله. أعيد تنظيم المؤسسة الخيرية في عام 1882 ومرة أخرى في عام 1995، عندما تم تقسيم أنشطتها المتنوعة إلى جمعيات خيرية مسجلة منفصلة. المؤسسات المكونة لكلية هبة الله، كان أغلبها جمعيات خيرية مستقلة منذ عام 1995، هي:
- دولويتش ايستيت، المؤسسة الخيرية التي تمتلك ما تبقى من أرض التملك الحر في قصر دولويتش.
- مدرسة ألين.
- كلية دولويتش.
- مدرسة جيمس ألين للبنات.
- دولويتش المشوس [2] والذي يقع في مجمع الكلية القديمة.
- كنيسة المسيح هدية الله [3] والموجودة في مجمع الكلية القديمة.
- معرض دولويتش للصور، الذي أصبح مستقلاً ولم يعد مستفيدًا في عام 1995.

يُطلب من المؤسسة أيضًا أن تدعم من ساعدها على الوقوف، كما هو مطلوب في الأصل من ألين، ومدارس المؤسسة المركزية في لندن، التي تستفيد من مدرسة سنترال فاونديشن للبنين ومدرسة سنترال فاونديشن للبنات، ومؤسسة مدارس سانت أولاف وسانت سافيور، التي تستفيد من سانت أوليف. مدرسة مدرسة أولاف النحوية ومدرسة القديس المخلص ومدرسة كنيسة القديس أولاف وهي مؤسسات مستفيدة ولكنها مستقلة تمامًا وأقدم بالفعل من تلك الموجودة في دولويتش.

## التاريخ

### مرحلة التأسيس (1619) كلية هبة الله في دولويتش

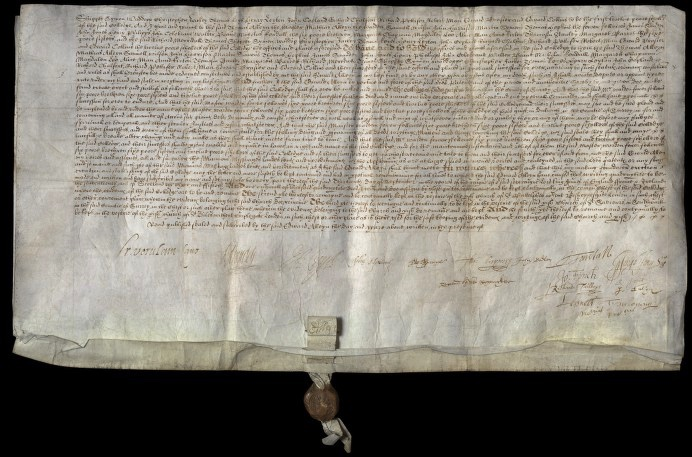
1619 صك تأسيس كلية تسمى كلية هبة الله في دولويتش في مقاطعة ساري، تم التوقيع عليها بحضور فرانسيس بيكون ، توماس هوارد ، إدوارد سيسيل، السير جون هاولاند، السير إدموند بوير، السير توماس غرايمز والسير جون بودلي، والسير جون تونستول، وإنيجو جونز، وجون فينش ، وريتشارد جونز، سكرتير المستشار اللورد، وريتشارد تالبويز، وإدموند هاوز، وجو أنتوني، ولايونيل تيشبورن.

في 21 تموز 1619، تم التوقيع على براءة التمليك من قبل جيمس الأول، مما سمح لإدوارد ألين بإنشاء كلية في دولويتش.  تم استخدام مصطلح كلية دولويتش بالعامية منذ ذلك التاريخ، كما هو الحال في عام 1675 عندما وصف جون إيفلين زيارته إلى "كلية دولويتش" في مذكراته.  ومع ذلك، لمدة 263 عامًا على الأقل، كانت هذه اللغة العامية غير صحيحة لأن المدرسة كانت جزءًا من المؤسسة الخيرية الشاملة.  إدوارد ألين، فضلا عن كونه ممثلًا إليزابيثيًا مشهورًا، كان أيضًا رجلاً يتمتع بممتلكات وثروة كبيرة، مستمدة بشكل أساسي من أماكن الترفيه بما في ذلك المسارح، حدائق الدببة  وبيوت الدعارة.  كانت كل هذه المشاريع مشروعة في ذلك الوقت، وقد تم إرجاع الشائعات التي تفيد بأن ألين حول انتباهه نحو الأنشطة الخيرية خوفًا على سمعته الأخلاقية من الصحفي جورج سالا وفقدان مصداقيتها.  منذ عام 1605، امتلك ألين عزبة دولويتش، وربما في هذا الوقت تقريبًا خطرت له فكرة إنشاء كلية أو مستشفى للفقراء وتعليم الأولاد الفقراء.  بدأ بناء كنيسة صغيرة ومدرسة واثني عشر دارًا في دولويتش جرين في عام 1613 واكتملت في خريف عام 1616. في 1 أيلول 1616، تم تكريس الكنيسة من قبل رئيس أساقفة كانتربري الذي أصبح الزائر الرسمي. ومع ذلك، واجه إدوارد ألين اعتراضات من فرانسيس بيكون، المستشار اللورد، في الحصول على براءة الاختراع التي كانت ضرورية لتأمين وضع المؤسسة ككلية. لقد كان إصرار ألين هو الذي أدى إلى منح المؤسسة بتوقيع جيمس الأول على براءة الاختراع. 
تتألف المؤسسة الخيرية من السيد والمراقب وأربعة زملاء وستة إخوة وستة أخوات واثني عشر عالمًا؛ وأصبحوا المالكين القانونيين المشتركين وهم معروفون باسم أعضاء الكلية.  كان من المقرر أن يتم اختيار الإخوة والأخوات والعلماء الفقراء من الأبرشيات الأربع التي كانت مرتبطة ارتباطًا وثيقًا بألين.  تم إدارة أعمال المؤسسة الخيرية باسم هؤلاء الأعضاء الثلاثين من قبل السيد والمراقب وأربعة زملاء (قسيس ومدير مدرسة ومرشد وعازف أرغن). 
اعتمد ألين على خبرة المؤسسات المماثلة الأخرى من أجل صياغة القوانين والأوامر الخاصة بالكلية (بما في ذلك استعارة القوانين الأساسية لكلية وينشستر القديمة وزيارة المؤسسات الأكثر حداثة في مستشفى ساتون ( مدرسة تشارترهاوس الآن) ومستشفى كرويدون (الآن مدرسة ويتجيفت).  من بين القوانين والمراسيم العديدة التي وقعها ألين والتي تتعلق بالمشروع الخيري، كانت هناك أحكام تنص على أنه يحق للعلماء البقاء حتى يبلغوا الثامنة عشرة من العمر. وأن يتعلموا تعلمًا جيدًا وسليمًا ... "ليكونوا مستعدين للجامعة أو للمهن والمهن الجيدة والرائعة".  كان هناك شرط آخر وهو أن السيد وآمر السجن يجب أن يكونا دائمًا غير متزوجين ومن نسل ألين ولقبه، وإذا كان الأول مستحيلًا، فعلى الأقل من نسل وأصل ألين.  كما نص ألين على أن سكان دولويتش يجب أن يكونوا قادرين على تعليم أطفالهم الرجال في المدرسة مقابل رسوم وكذلك الأطفال من خارج دولويتش مقابل رسوم منفصلة. 
عانت السنوات الـ 200 التالية من تناقص الثروات المالية والمباني الفاشلة، فضلاً عن الصراع الداخلي بين مختلف أعضاء الكلية حول المشكلات الكبرى والصغرى. تم استدعاء عدة مرات رئيس أساقفة كانتربري، الذي كانت وظيفته التأكد من الالتزام بالقوانينمن أجل حل هذه القضايا.  ساهم عدم وجود هيئة محايدة من الحكام وعدم وجود علاقة رسمية بجامعات أكسفورد أو كامبريدج بشكل كبير في عدم تحقيق المدرسة لرؤية ألين في أول 200 عام لها.  ترأس بعض الأساتذة البارزين الكلية في هذا الوقت بما في ذلك جيمس ألين (أول سيد أسقط حرف "y" من لقبه) الذي قام في عام 1741 بتسليم ستة منازل للكلية في كنسينغتون في لندن، والتي كان من المقرر استخدام إيجاراتها في إنشاء مدرستين صغيرتين في دولويتش، واحدة للبنين من القرية والأخرى للفتيات للقراءة والخياطة، ومنها نشأت مدرسة جيمس ألين للبنات .

### 1808: قانون بناء كلية دولويتش

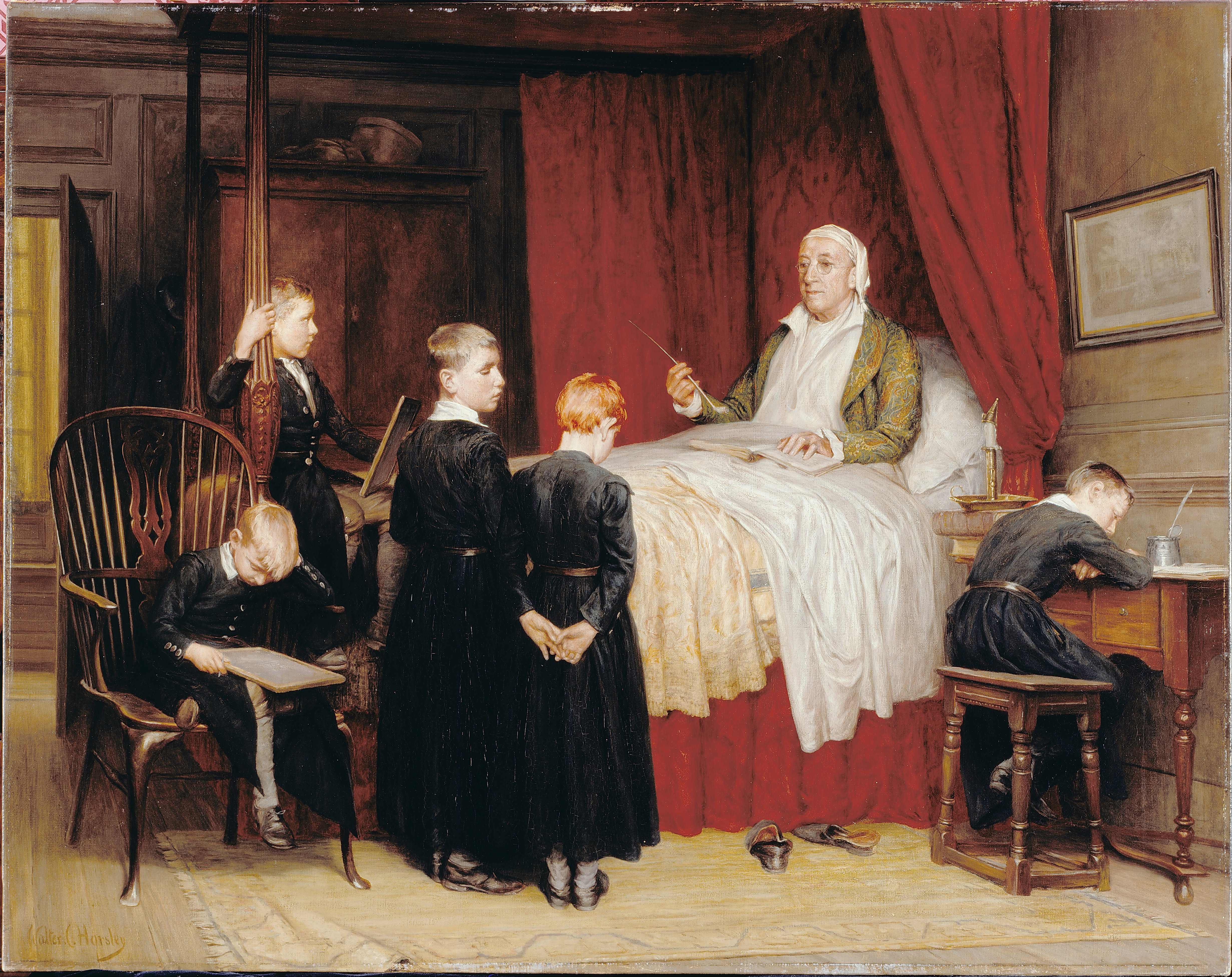
أوضحت لوحة والتر تشارلز هورسلي "الدروس القديمة في كلية دولويتش" عام 1828 ، والتي تم رسمها بعد أكثر من نصف قرن من الوقت الذي تصوره، التناقض الصارخ مع الكلية الجديدة الكبيرة والواسعة النطاق.

مُنحت الكلية السلطة بموجب قانون بناء كلية دولويتش لعام 1808 لتمديد فترة عقود الإيجار من واحد وعشرين عامًا على النحو المنصوص عليه في ألين، إلى أربعة وثمانين عامًا، وبالتالي جذب المستأجرين الأكثر ثراء وجلب مبالغ ضخمة من المال.  أدت الثروة الإضافية للكلية في النهاية إلى قيام لجنة الأعمال الخيرية بإجراء تحقيق في مدى استصواب توسيع نطاق تطبيق الأموال ليشمل المستفيدين الإضافيين الذين حددهم ألين في البنود المعدلة اللاحقة للنظام الأساسي الأصلي للمؤسسة. على الرغم من أن سيد رولز، لورد لانجديل رفض الاستئناف في عام 1841 على أساس أن ألين ليس له الحق في تغيير القوانين الأصلية، إلا أنه أعرب عن عدم رضاه عن توفير التعليم في الكلية. 

### 1842: المدرسة النحوية

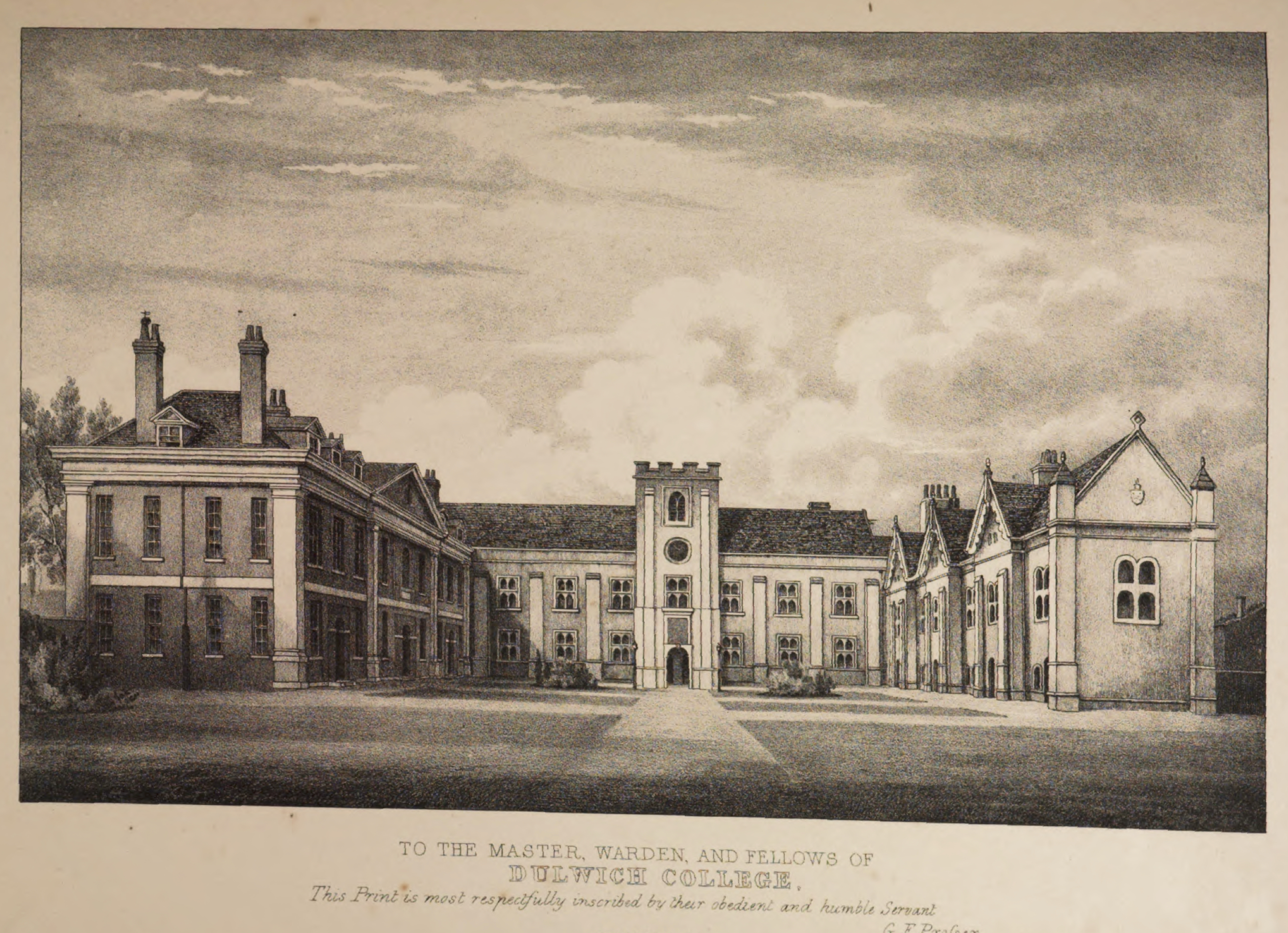
1828 رسم تخطيطي للكلية

تم إنشاء المدرسة النحوية التابعة لكلية هبة الله في عام 1842 لتعليم الأولاد الفقراء من دولويتش وكامبرويل. تم نقل أولاد مؤسسة جيمس ألين إلى هذه المدرسة، وأصبحت مدرسة جيمس ألين مخصصة للفتيات فقط. تم تشييد المدرسة النحوية القديمة، في عام 1841 مقابل الكلية القديمة، بعد أن صممها السير تشارلز باري، مهندس قصر وستمنستر.  ومع ذلك، استمر الباحثون الأساسيون في الكلية في تلقي تعليم أقل بكثير من رؤية ألين، على الرغم من محاولات الإصلاح الإضافية التي قام بها. في عام 1854، تم التحقيق في الكلية من قبل لجنة جديدة أنشأها قانون الصناديق الخيرية لعام 1853 [الإنجليزية] وأدى المخطط الناتج عن تحقيقاتهم إلى قانون كلية دولويتش لعام 1857.  قامت المدرسة النحوية بتعليم حوالي 100 فتى:
- 1856: المدرسة العليا – 30 طالبًا؛ المدرسة الإعدادية – 50-80 بنين [21]

### 1857: كلية ألين هبة الله

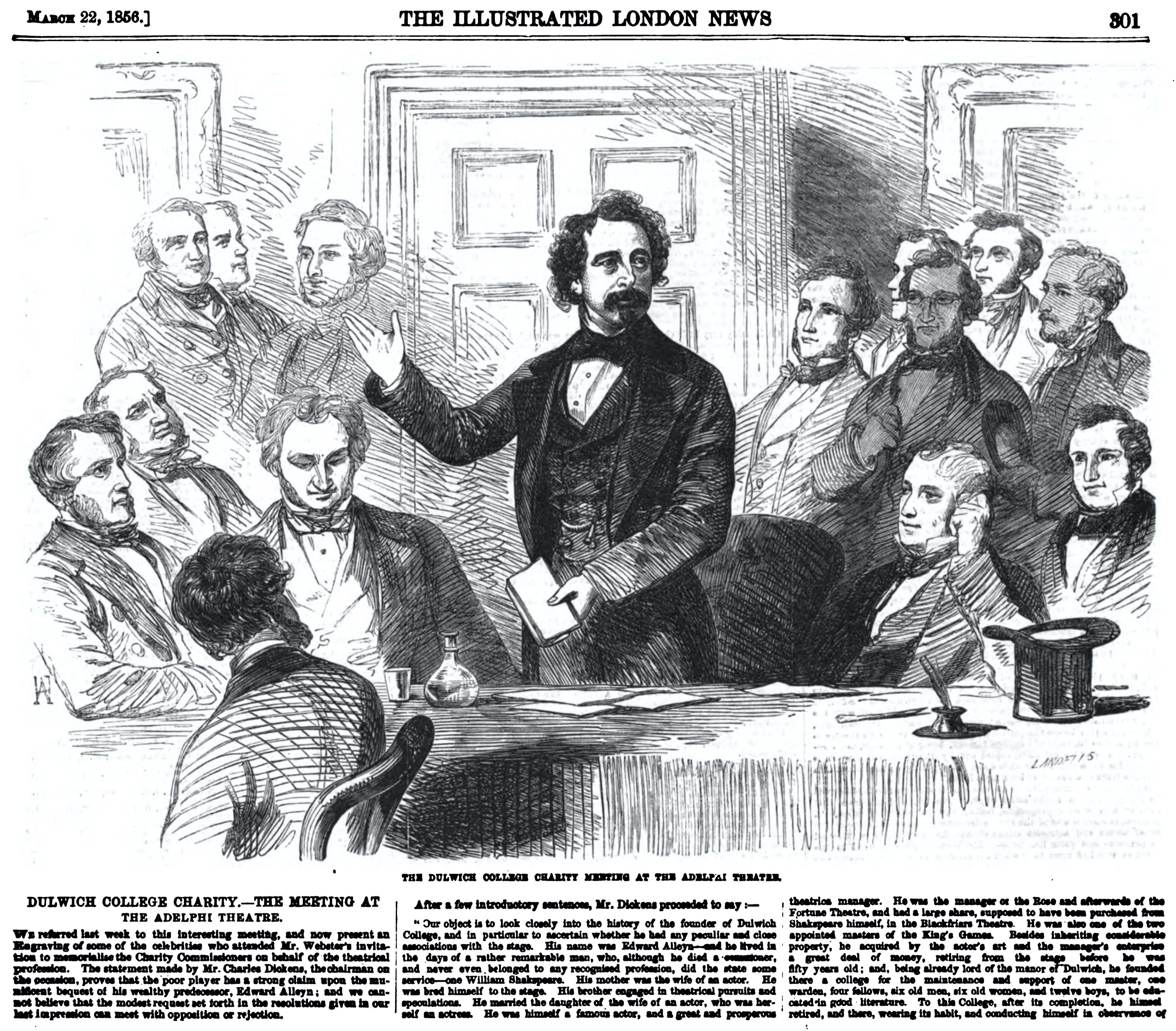
تشارلز ديكنز يترأس اجتماعًا في مسرح أديلفي لمناقشة مستقبل كلية هبة الله، مارس ١٨٥٦.

عندما أعيد تشكيل المؤسسة الخيرية في عام 1857، تم تقسيمها إلى قسمين مع مجلس محافظين مشترك: التعليمي (للكلية) و"الإليموسيناري" (للمؤسسة الخيرية).
كان سيد الكلية هو القس ألفريد كارفر (السيد من نيسان 1857 إلى نيسان 1883)، وكان أيضًا أول أستاذ لم يشارك اسم مؤسس المدرسة "ألين " (Allyen أو "Allen" ).  زاد عدد التلاميذ في المدرسة بشكل حاد خلال فترة كارفر:  
- 1858: المدرسة العليا – 66 طالبًا؛ المدرسة الإعدادية – 33 بنين.
- 1859: المدرسة العليا – 120 طالبًا؛ المدرسة الإعدادية – 81 بنين.
- 1870: المدرسة العليا (في "الكلية الجديدة") 269 طالبًا؛ المدرسة .الإعدادية (في "الكلية القديمة") 242 فتى.
- 1883: المدرسة العليا (في "الكلية الجديدة") 535 فتى؛ المدرسة الإعدادية (في "الكلية القديمة") غير معروفة.

تم تقسيم الكلية التعليمية إلى مدرسة عليا ومدرسة دنيا. كانت المدرسة العليا مخصصة للأولاد الذين تتراوح أعمارهم بين 8 و 18 عامًا ليتم تدريسهم منهجًا دراسيًا واسعًا ومفصلاً واستمرت الإشارة إليها بالعامية باسم كلية دولويتش.  كانت المدرسة الابتدائية مخصصة للبنين الذين تتراوح أعمارهم بين 8 و16 عامًا، برسوم أقل ومنهج دراسي يستهدف أطفال الطبقات الصناعية والفقيرة. كانت المدرسة الدنيا عبارة عن دمج للبنين من المدرسة النحوية التي تأسست في العقد الماضي.  خلال ستينيات القرن التاسع عشر، عندما كانت الكلية القديمة قيد الإصلاح ولم تكن الكلية الجديدة مبنية بعد، تم إيواء المدرستين العليا والدنيا في مبنى مدرسة قواعد كلية دولويتش [الإنجليزية]. في صيف عام 1869، استحوذت المدرسة العليا على الموقع الحالي، المشار إليه باسم الكلية الجديدة، ولكن لم يتم افتتاح الكلية الجديدة رسميًا من قبل أمير وأميرة ويلز حتى يوم المؤسس (21 حزيران ) 1870.  تم تصميم مباني الكلية الجديدة، التي تقع على مساحة 60 فدانًا من دولويتش كومون، بمزيج من الطرازين البالادياني والقوطي من الطوب الأحمر والطين، بواسطة تشارلز باري الابن (الابن الأكبر للسير تشارلز باري). استمرت المدرسة الابتدائية وحدها في احتلال الكلية القديمة في قرية دولويتش من عام 1870 حتى تم نقلها إلى مقرها الجديد (الحالي) في عام 1887.

### 1882: انفصلت كلية دولويتش عن مدرسة ألين
في عام 1882، وفي أعقاب مخطط أصدره مفوضو المؤسسات الخيرية، صدر قانون برلماني تم بعده تقسيم المدارس العليا والدنيا رسميًا إلى مؤسسات منفصلة. جاء ذلك بعد فترة من الجدل السياسي، تم حلها عند الاستئناف في عام 1876 في مجلس الملكة الخاص حيث حكم اللورد سيلبورن لصالح ألفريد كارفر. تم تمرير هذا إلى قانون بموجب قانون صادر عن البرلمان كتعديل لقانون المدارس الموقوفة لعام 1869 المعروف باسم مخطط إدارة المؤسسات المعروفة على التوالي باسم كلية ألين هدية الله في دولويتش، ومعرض صور كلية دولويتش . 
أصبحت المدرسة العليا تسمى كلية دولويتش وأصبحت المدرسة الدنيل مدرسة ألين.  ظلت كلتا المدرستين ضمن مؤسسة ألين الخيرية (جنبًا إلى جنب مع مدرسة جيمس ألين للبنات، ومدرسة سانت أولاف وسانت سافيور النحوية، ومدارس المؤسسة المركزية الثلاث في فينسبري وبيشوبسجيت). تمت إدارة كل من كلية دولويتش ومدرسة ألين من قبل محافظي الكلية الذين أداروا أيضًا الكنيسة ومعرض الصور. ولكن بموجب هذا القانون، تم وضع العقارات وبيوت الفقراء في أيدي حكام العقارات. 

### إعادة البناء عام 1995
واصلت كلية ألين، التي تم إنشاؤها عام 1619، امتلاك وإدارة قصر دولويتش القديم في جنوب لندن وأيضًا إدارة المدارس التأسيسية لكلية دولويتش ومدرسة ألين ومدرسة جيمس ألين للبنات. وعلى الرغم من ارتباطها الوثيق بهذه المدارس، إلا أنها كانت كيانًا متميزًا.
في عام 1995، أدت عملية إعادة تنظيم كبيرة أجراها الأمناء ولجنة المؤسسات الخيرية إلى تشكيل الأجزاء المتنوعة من كلية ألين بشكل منفصل كجمعيات خيرية مسجلة مستقلة.

## قيادة
كان قائد الكلية يُعرف باسم "السيد".  أنشأ قانون 1857 مجلس المحافظين، وقام مخطط 1882 بتقسيمه إلى قسمين: 

### سادة الكلية
- توماس ألين (عُين عام 1619 (تولى منصبه بعد وفاة المؤسس إدوارد ألين)؛ وتوفي عام 1631).
- ماتياس ألين (تولى المنصب في عام 1631 وتوفي في عام 1642).
- توماس ألين (تولى المنصب في عام 1642، وتوفي في الفترة من 1668).
- راف ألين (تولى المنصب في الفترة ما بين 1668–169، وتوفي في الفترة ما بين 1677–1678).
- جون ألين (تولى المنصب في الفترة من ١٦٧٧ إلى ١٦٧٨، وتوفي في ١٦٨٦).
- ريتشارد ألين (تولى المنصب في عام 1686 وتوفي في عام 1690).
- جون ألين (تولى المنصب في عام 1690 وتوفي في عام 1712).
- توماس ألين (تولى المنصب في عام 1712 وتوفي في عام 1721).
- جيمس ألين (ألين سابقًا) (تولى المنصب في عام 1721 وتوفي في عام 1746).
- جوزيف ألين (تولى المنصب عام 1746، واستقال عام 1775).
- توماس ألين (تولى المنصب في عام 1775 وتوفي في عام 1805).
- ويليام ألين (تولى المنصب في عام 1805 وتوفي في عام 1811).
- لانسلوت بو ألين (تولى المنصب في عام 1811، واستقال في عام 1820).
- جون ألين (تولى المنصب في عام 1820 وتوفي في عام 1843)
- جورج جون ألين (تولى المنصب عام 1843؛ تقاعد عام 1857).

### رؤساء المحافظين
- إدوارد سميث ستانلي، إيرل ديربي الثالث عشر (1857-1859).
- آرثر ويليسلي، دوق ولنجتون الثاني (1859-1862).
- القس ويليام روجرز (1862-1882).

### رؤساء مجالس المحافظات العقارية
- القس. دبليو روجرز (حتى ديسمبر 1882).
- ريتشارد سترونج (1883-1890).
- ويليام يونغ (1891-1892).
- فرانسيس بيك (1893-1895).
- ماثيو والاس (1896-1899).
- توماس جون إدواردز (1900-1902).
- مارمادوك جون تيسدال (1903-1904).
- روبرت كوتس كين (1905-1907).
- إدوين توماس هول (1908-1910).
- جوزيف راسل تومبكينز (1911-1914).
- جورج كريسبي وايتلي (1914-1916).
- جيه راتشفي كوزينز (1917-1919).
- ويليام هاوز، جي بي 1920–1922).

### رؤساء مجالس الكليات (لجميع المدارس التأسيسية)
- القس. ويليام روجرز (1882-1896).
- هوراس ديفي، بارون ديفي (1896-1907).
- ألفريد كومين ليال (1907-1911).
- هربرت إيتون، بارون تشيلسمور الثالث.
- جون ولفندن، بارون ولفندن.

## معرض صور دولويتش
أُعطيت الكلية مجموعة من اللوحات التي رسمها فرانسيس بورجوا في عام 1811. بعد تقسيم بولندا، تُركت اللوحات للكلية، التي أنشأت معرض دولويتش للصور في مبنى صممه السير جون سوان، والذي أصبح أول معرض فني عام في بريطانيا. منذ عام 1995 أصبح المعرض مؤسسة خيرية مستقلة مسجلة.

### معرض الكلية القديمة

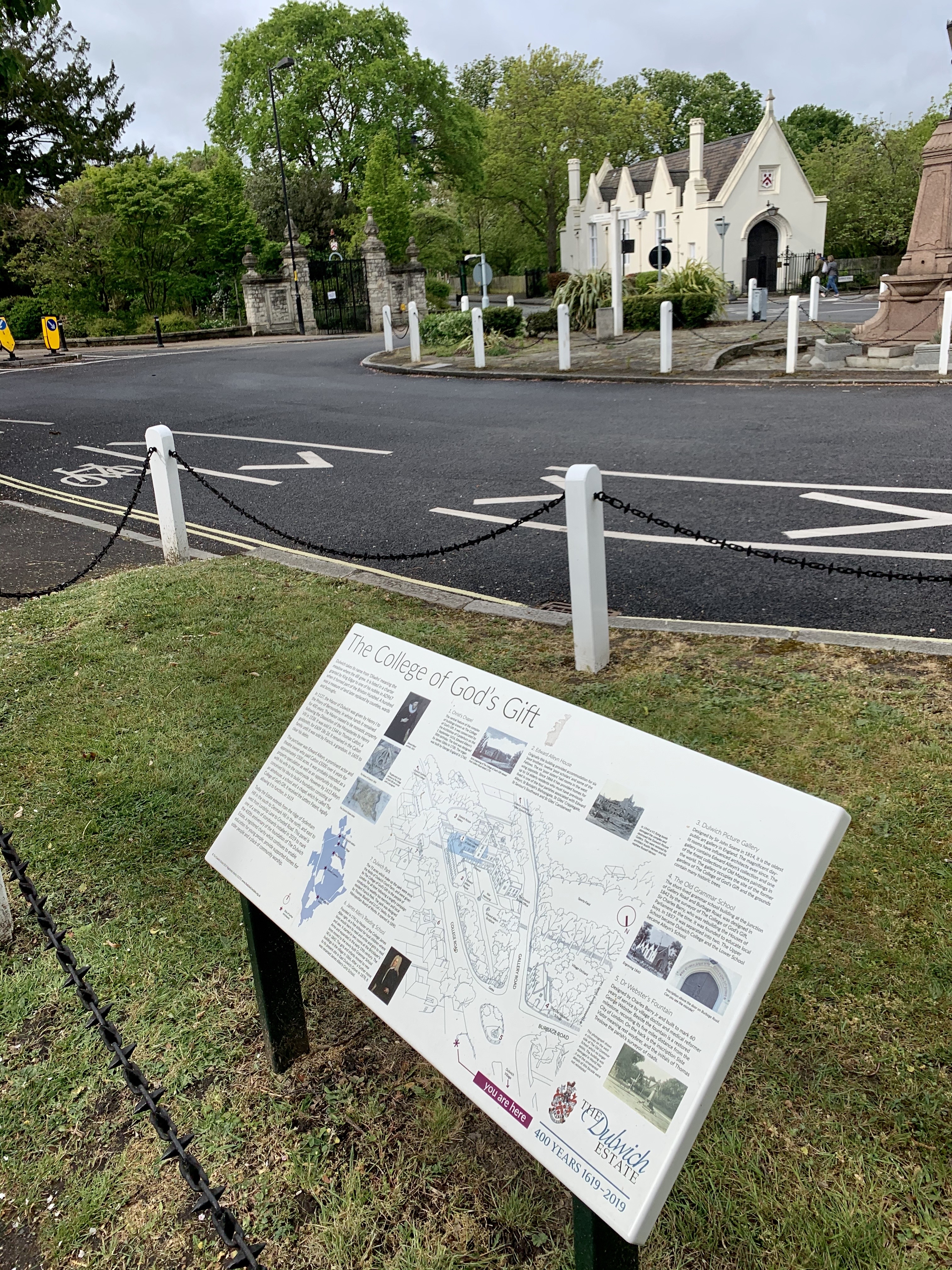
الكلية القديمة ومدرسة القواعد القديمة.
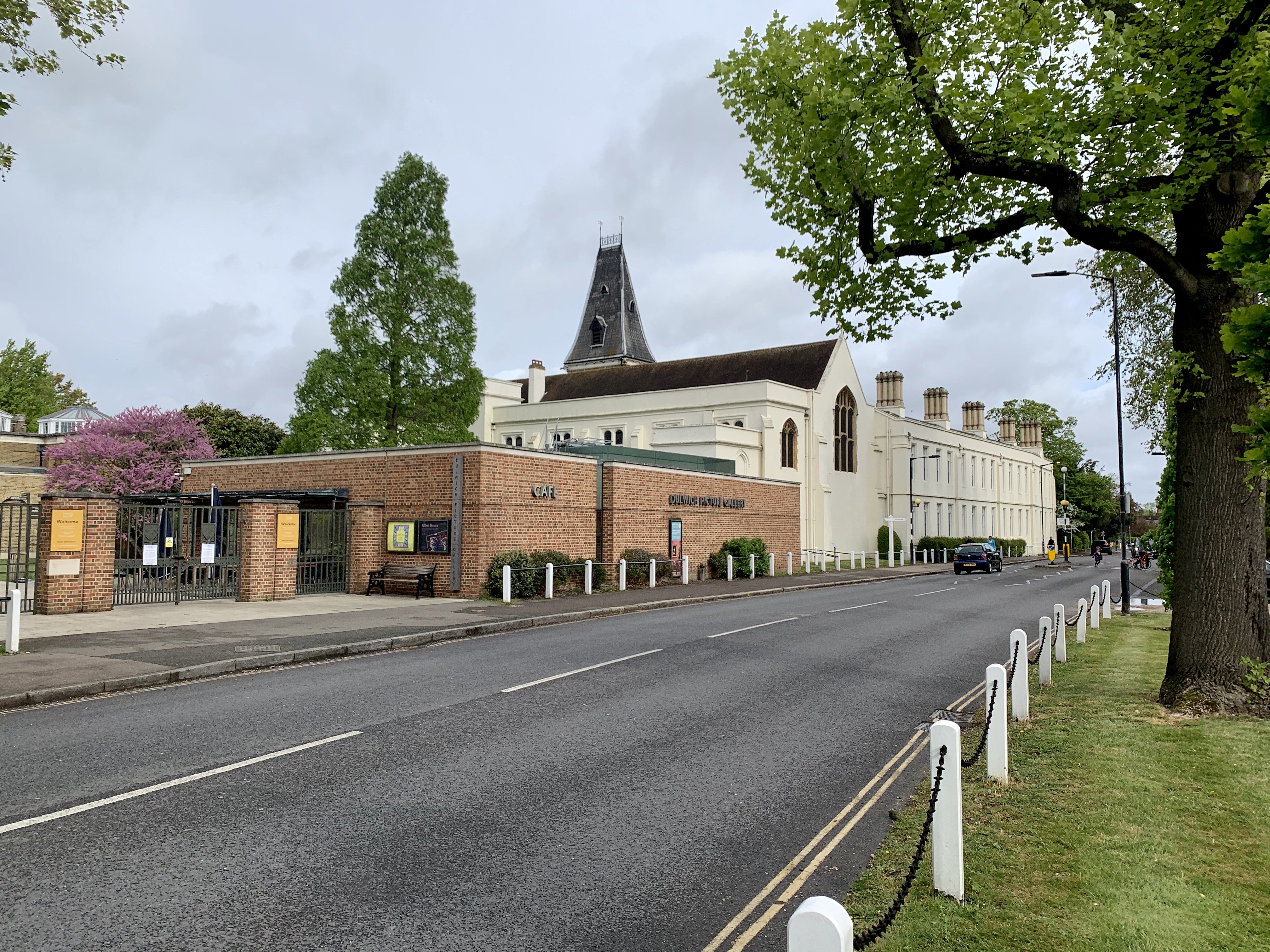
الكلية القديمة ومعرض الصور.
خريطة لممتلكات الكلية عام 1932.
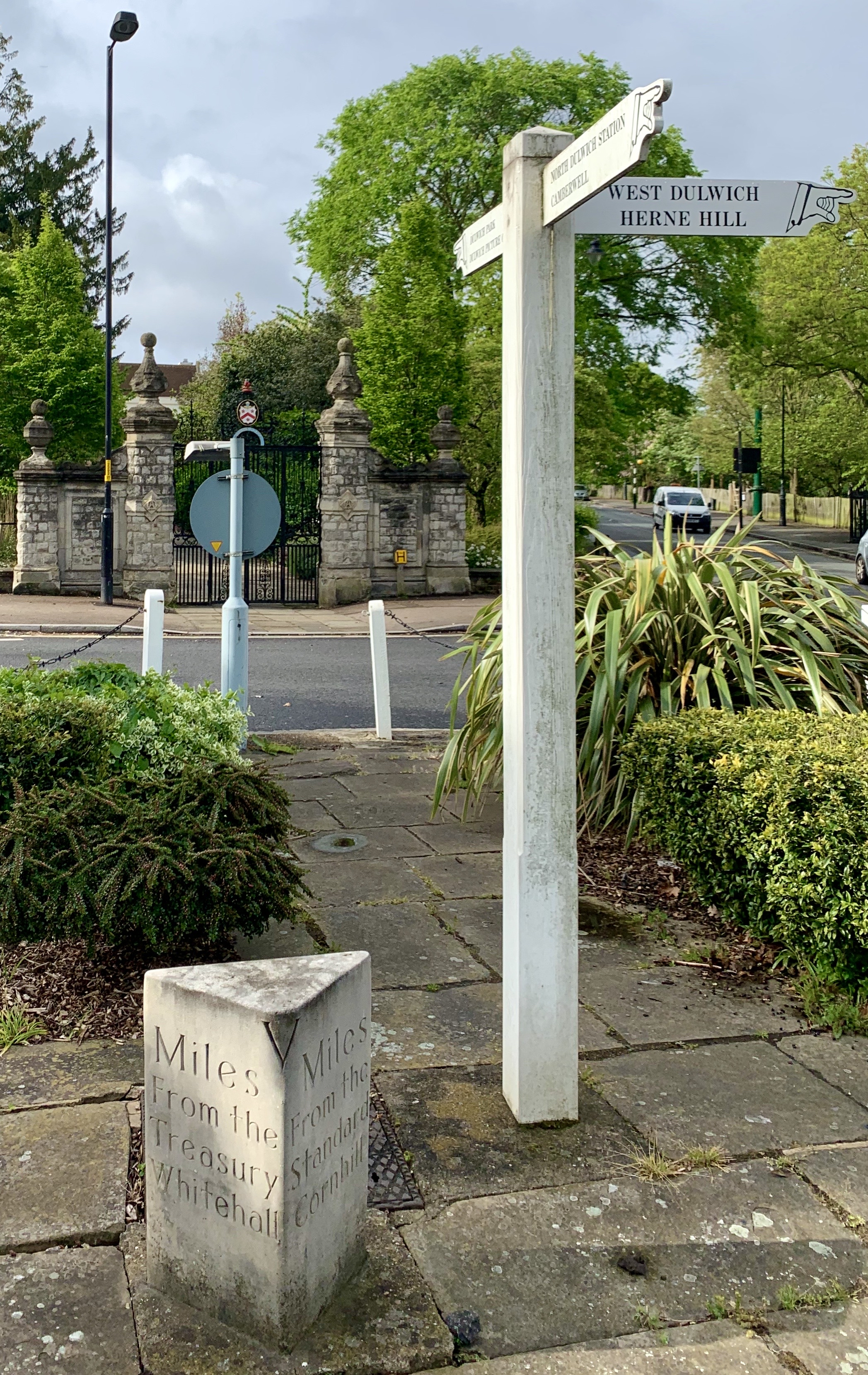
معلم رئيسي، يظهر على بعد خمسة أميال من وسط مدينة لندن.
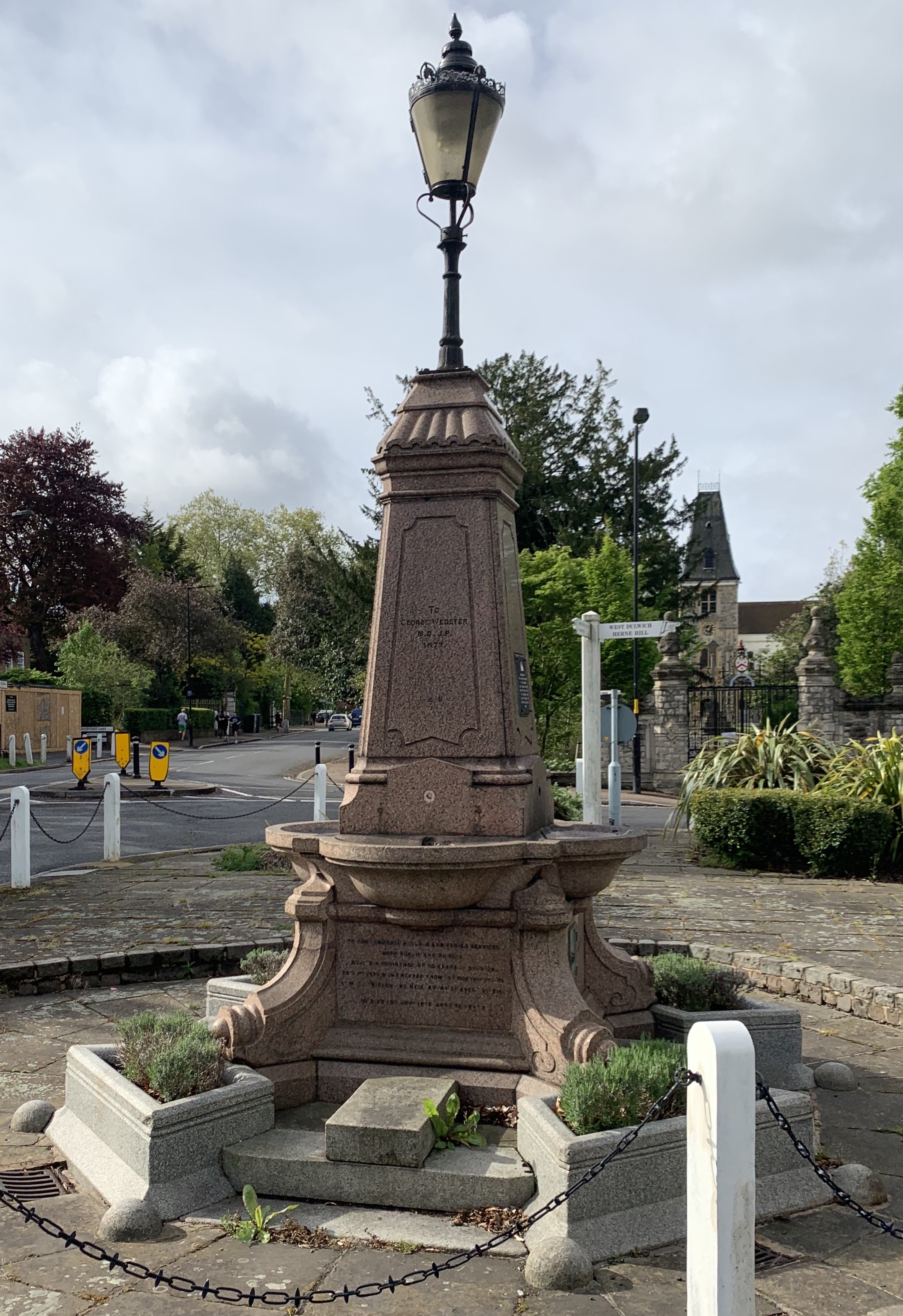
نافورة للدكتور جورج ويبستر، مؤسس أول جمعية طبية بريطانية عام 1836.
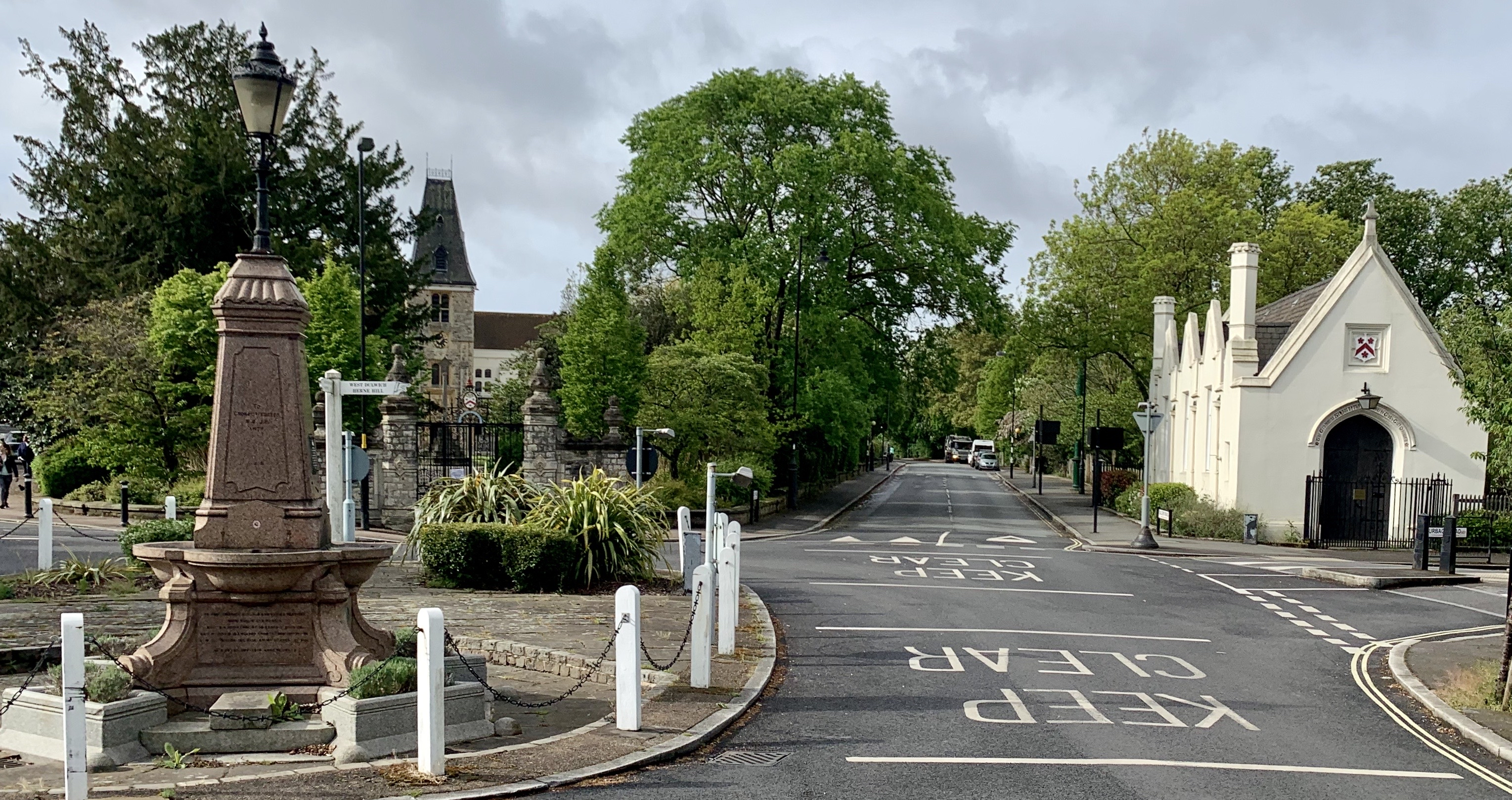
الكلية القديمة ونافورة دكتور ويبستر ومدرسة القواعد القديمة.
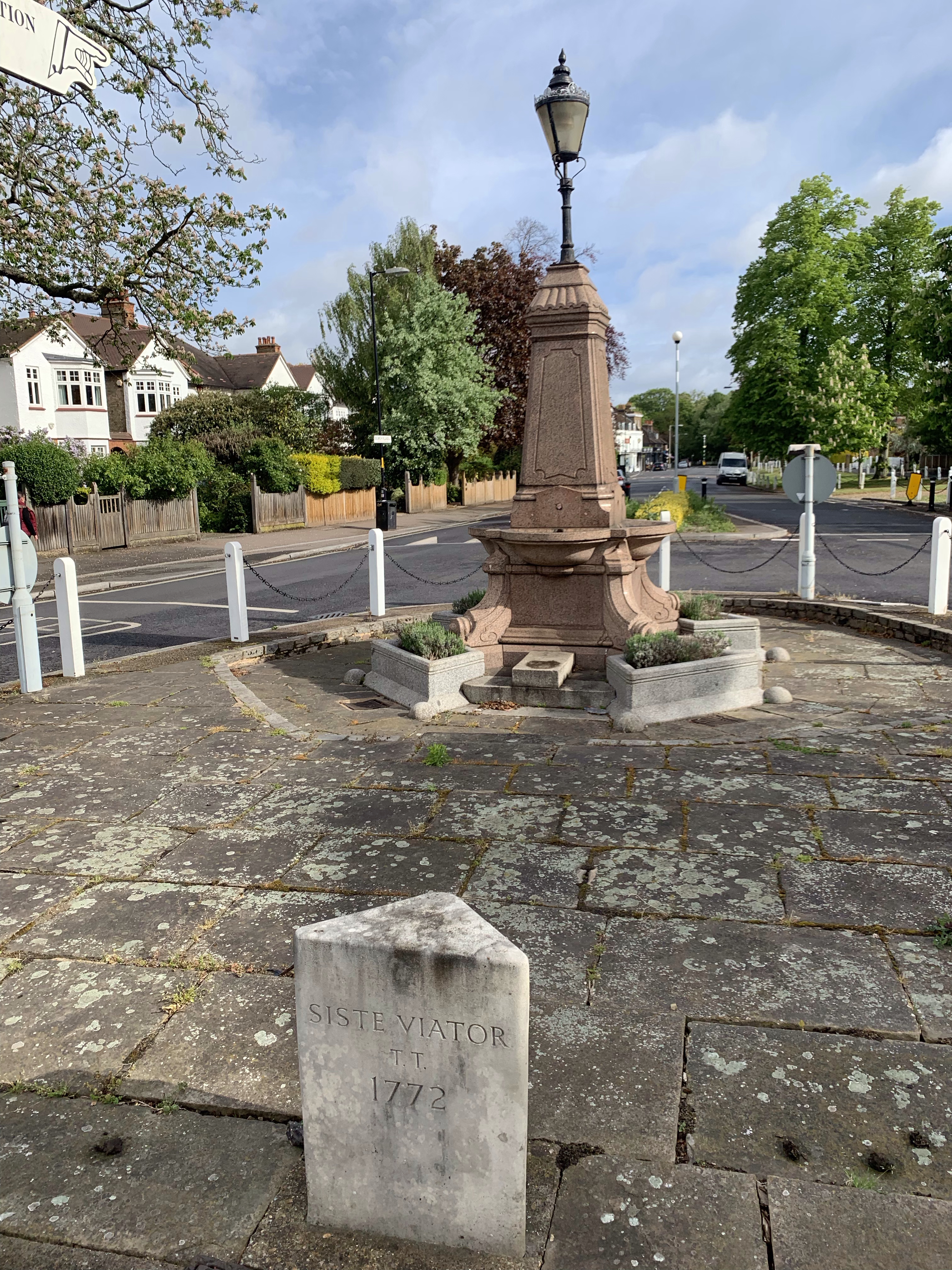
نافورة الدكتور ويبستر والمعلم.
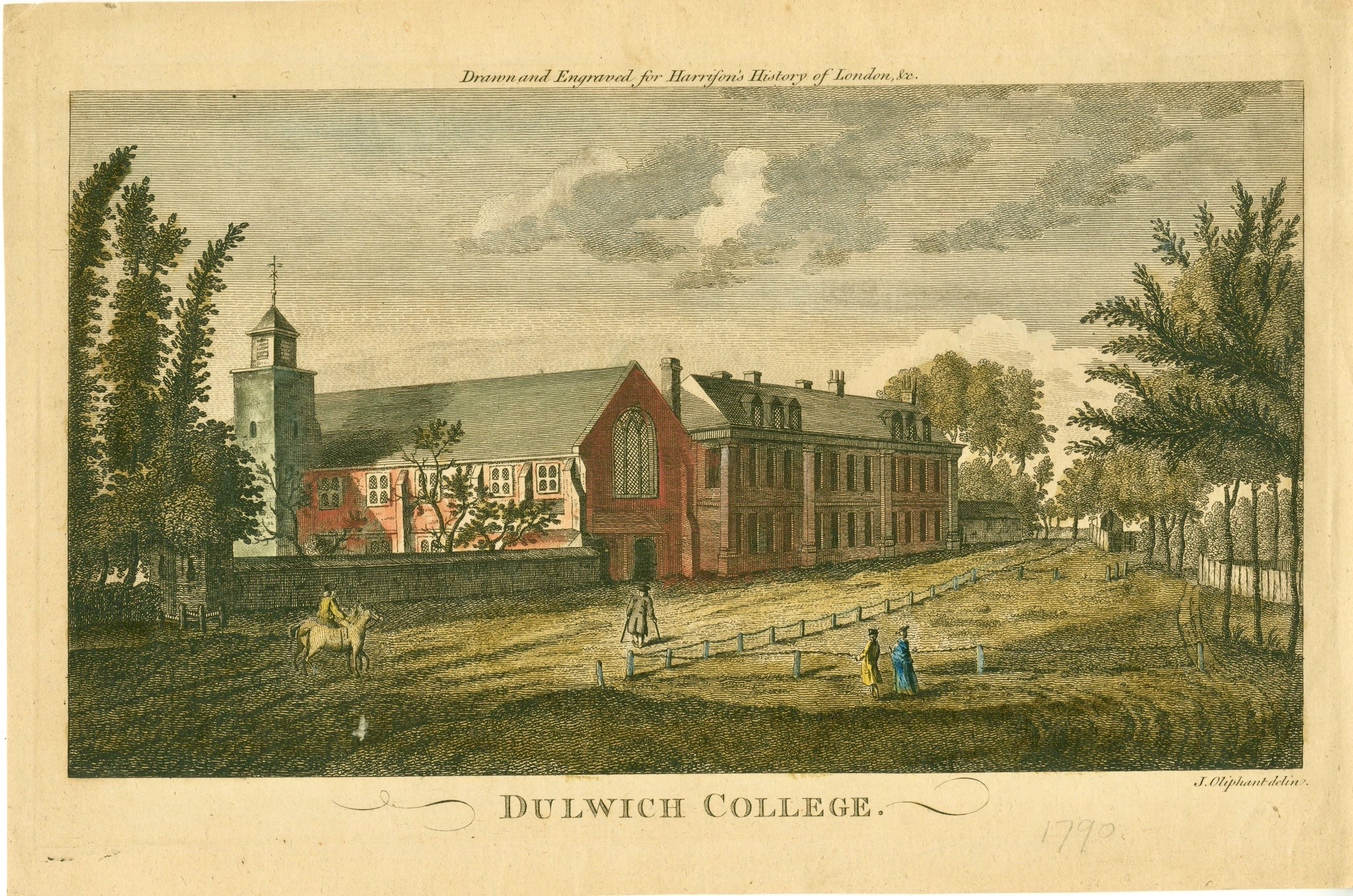
القرن ال 19.
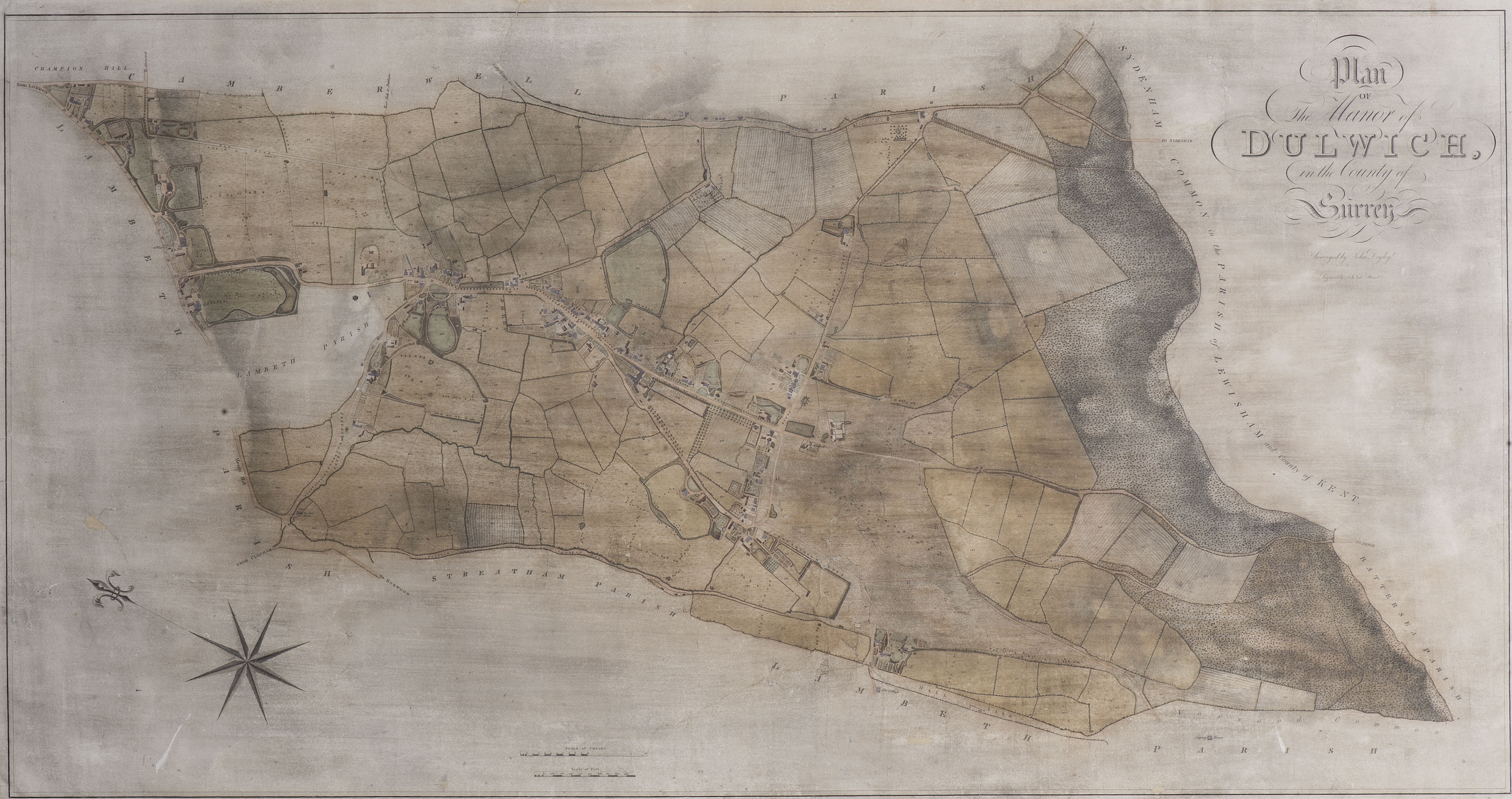
1806 خريطة لممتلكات الكلية.
خريطة لممتلكات الكلية عام 1876.

## روابط خارجية
- موقع دولويتش العقارية.